# 水素燃料エンジン
水素燃料エンジン（すいそねんりょうエンジン、hydrogen fueled internal combustion engine、HICE、水素内燃機関）とは、水素を燃料とする内燃機関のこと。

## 概要

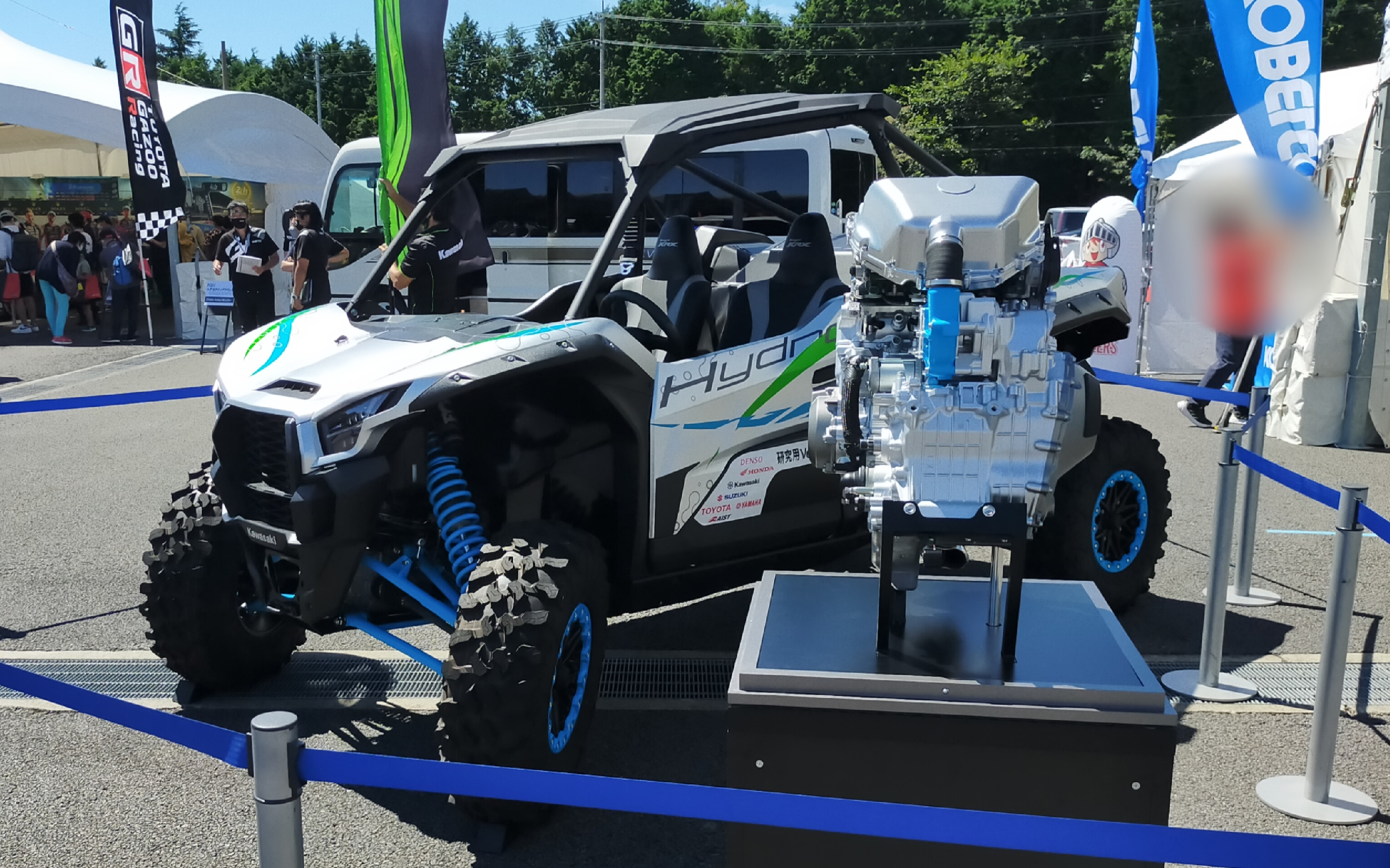
2022年WEC富士の展示。水素エンジン化したカワサキ・ニンジャH2の1リッター直列4気筒エンジンと、それを搭載するサイド・バイ・サイド・ビークル。トヨタとデンソーの協力のもと、日本の二輪メーカー4社（ホンダ・ヤマハ・スズキ・カワサキ）が共同開発した。

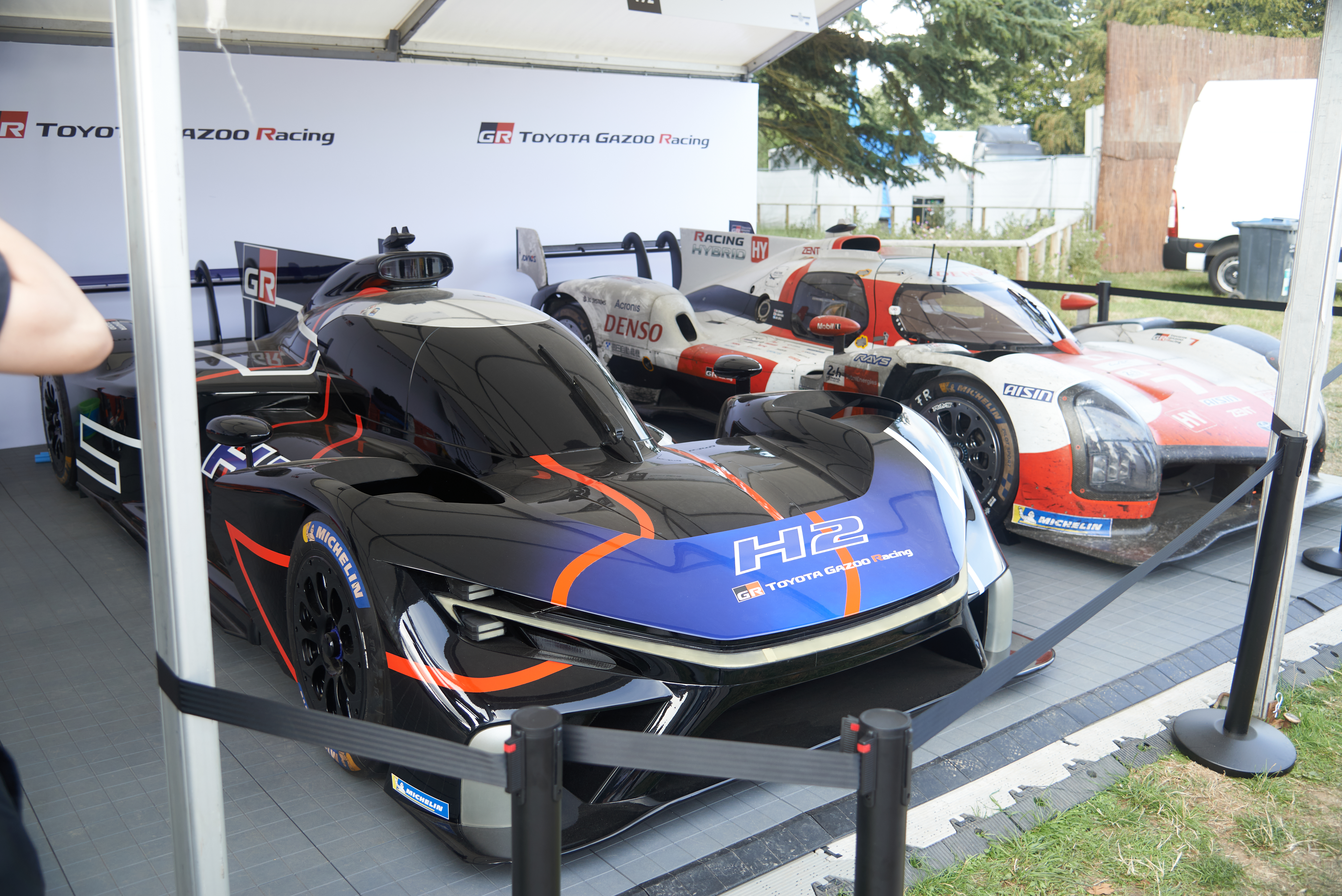
トヨタが製作したH2レーシングコンセプト（左）

炭素を含まない水素ガスを燃焼させるため、燃料由来の二酸化炭素が発生しない。ただし、わずかにエンジンオイル（炭化水素）の燃焼分としての二酸化炭素などは排出する。
大気中に窒素が存在することから、燃焼時に窒素酸化物 (NOx) が発生することは避けられないものの、通常のガソリンエンジンに比べると発生量は少ない。また、ごく少量ながら、従来の燃料では発生しない過酸化水素類が発生するため、これの対処が必要となる。大気圧下の水素は体積当たりのエネルギー発生量で比較すると、炭素を含む軽油やガソリンに劣る。そのため、燃料となる水素を圧縮する・水素吸蔵合金に蓄える、などの手法を採る必要があるが、いずれも耐久性・安全性が十分でない。
水素供給を担う水素スタンドをはじめ、水素自体の生産・輸送・備蓄・供給のための社会インフラは普及の途上である。
公道走行用車両としては、BMWが2006年に100台限定で発売した『ハイドロジェン7』がある。既存のガソリン用6リッターV型12気筒エンジンを流用し、出力はガソリンの半分程度、航続距離は200 km程度であった。
日本では1970年代より武蔵工業大学（現東京都市大学）の古濱庄一が日本で初めて水素を燃料としたレシプロエンジンの研究に取り組んだ。
マツダは1980年代末からロータリーエンジンとの組み合わせで研究をしており、2000年代には限定的な環境下だが公用車としてリース契約の下使用されていたこともあった。
トヨタ自動車も水素燃料レシプロエンジンを搭載した自動車の量産を目指しており、2021年（令和3年）にはその前段階として、車体は既存のカローラスポーツを使用し、エンジンは水素燃料仕様に改造した1.6 L・G16E-GTS型直列3気筒DOHC12バルブエンジンを搭載するレーシングカーでスーパー耐久の富士24時間レースに参戦し、完走を果たしている。本車両は以降もスーパー耐久に通年で参戦し、2022年（令和4年）途中からはベース車両をGRカローラに変更しつつ改良を重ねている。2023年（令和5年）シーズンからは、新開発した液体水素を燃料とするエンジンでスーパー耐久に参戦している。2023年（令和5年）にはハイブリッドシステムと組み合わせたスポーツプロトタイプ車両の「H2レーシングコンセプト」を公表している。
他にヤマハ発動機も、2018年（平成30年）にトヨタからの依頼でトヨタ・2UR-GSE（V型8気筒）をベースとした水素燃料エンジンを試作し、実車テストまで実施したことを明らかにしており、2021年（令和元年）11月に岡山国際サーキットで行われたスーパー耐久の際にその試作エンジンを公開している。
2023年のダカール・ラリーでは、軽油と液化水素を混合させて燃料とするエンジンを搭載したトラック（グループT5）がエントリーしている。

## 宇宙機での利用
ロケットの推進剤に使用される水素を燃料とすることから、ロケットのタンクの加圧、発電などの用途のために、現在、アメリカ合衆国のユナイテッド・ローンチ・アライアンス(ULA)がNASCARに参戦するラウシュ・フェンウェイ・レーシング（Roush Fenway Racing）と共に開発を進めている。
ヴァルカンの上段ロケットである先進極低温発展ステージ (ACES)と称する先進的な極低温上段ロケットでは、軌道上での寿命を1時間から1週間に延長する統合型流体（Integrated Vehicle Fluids）技術が含まれる予定。